# 안홍진
안홍진(1974년 10월 10일 ~ )은 대한민국의 배우이다.

## 생애
서울예술전문대학 연극학과를 졸업한 그는 1996년 연극 배우 첫 데뷔하였고 1997년 KBS 19기 공채 탤런트(KBS 슈퍼 탤런트 3기)로 정식 데뷔하였다.
그는 초기에 KBS 시트콤 《행복을 만들어 드립니다》에서 멀티맨 등 공채 연수 기간 중 KBS 드라마 《용의 눈물》 등 단막극을 포함하여 주조연으로 출연하였고, KBS 드라마 《학교 3》 담임 역을 시작으로, SBS 드라마 《여인천하》, 《왕의 여자》등을 통해 배우로서의 입지를 다졌다. 드라마 《여인천하》에 아버지 안대용도 출연하였으나 출연 시기가 달랐다.

## 학력
- 서울예술전문대학 연극학과

## 출연

### 방송

#### 드라마
- 1996년 KBS 1TV 《용의 눈물》
- 1997년 KBS 2TV 《파랑새는 있다》
- 1998년 KBS 1TV 《왕과 비》김승벽
- 2000년 KBS 1TV 《학교 3》 - 윤리교사 안영진 역 (18회 ~ )
- 2001년 SBS 《여인천하》 - 복성군 역
- 2003년 SBS 《왕의 여자》 - 능양군 역
- 2004년 KBS 2TV 《꽃보다 아름다워》
- 2004년 KBS 1TV 《불멸의 이순신》 - 이완 역
- 2005년 KBS 2TV 《걱정하지마》 - 송세훈 역
- 2006년 KBS 1TV 《대조영》 - 연남건 역
- 2007년 KBS 1TV 《KBS TV 문학관 - 서러워라 잊혀진다는 것은》 - 모독 역
- 2008년 MBC 드라마넷 《별순검 시즌2》 - 김진규 역
- 2009년 KBS 2TV 《파트너》 - 이혼소송 변호사 역
- 2010년 KBS 2TV 《엄마도 예쁘다》 - 최무영 신부 역
- 2010년 KBS 1TV 《근초고왕》 - 연나라 장수 역
- 2011년 KBS 1TV 《광개토태왕》 - 포옹 역
- 2011년 KBS 2TV 《여자가 두번 화장할 때》
- 2012년 MBC 《무신》 - 이현 역
- 2013년 KBS 1TV 《대왕의 꿈》 - 나카노오오에 일본왕자 역
- 2014년 tvN 《꽃할배 수사대》 - 박민규 역
- 2014년 KBS 2TV 《뻐꾸기 둥지》 - 진명석 역
- 2015년 KBS 1TV 《징비록》 - 등당고호 역
- 2016년 KBS 1TV 《빛나라 은수》 - 이중석 팀장 역
- 2017년 KBS 1TV 《안단테》 - 최종민 역
- 2018년 KBS 2TV 《차달래 부인의 사랑》 - 조중일 역
- 2021년 ~ 2022년 KBS 1TV 대하드라마 《태종 이방원》 - 박포 역
- 2022년 ~ 2023년 KBS 1TV 저녁 일일연속극 《내 눈에 콩깍지》 - 심원섭 역
- 2023년 KBS 2TV 《효심이네 각자도생》 - 박정민(사채남) 역

#### 시트콤
- 1998년 KBS 2TV 《행복을 만들어 드립니다》
- 2000년 MBC 《점프》

#### 라디오
- 2015년 EBS FM 《EBS 책 읽는 라디오 낭독 시리즈》

### 영화
- 2001년 《7인의 새벽》 - 재성 역
- 2009년 《청담보살》 - 지형 역
- 2010년 《할》 - 미카엘 신부 역
- 2015년 《환타스틱 러브짐》 - 동완 역
- 2018년 《선종 무문관》

### 공연

#### 연극
- 2013년 《킬러오브나이트》 (대학로아름다운소극장) - 효섭 역
- 2013년 《킬러오브나이트 앵콜공연》 (성수아트홀 ~ 3월 31일까지) - 효섭 역
- 2018년 《여도》 (한전아트센터 ~ 2월 25일까지) - 신숙주 역
- 2019년  "아버지와나와홍매와" 경산

#### 뮤지컬
- 2006년 《네버엔딩스토리》 (백암아트홀)
- 2013년 《무녀도 동리》 (용극장)
- 2016년  뮤지컬"최치원", 뮤지컬"더 맨 인더 홀"

### 뮤직비디오
- 2007년 JK 김동욱 - 사랑이 잊는다고 잊혀지나요